# Tamás Deutsch (politico)
Tamás Deutsch (Budapest, 27 luglio 1966) è un politico ungherese.
Esponente di Fidesz - Unione Civica Ungherese, fu eletto all'Assemblea nazionale per cinque mandati consecutivi (1990, 1994, 1998, 2002 e 2006); nel 1999 entrò a far parte del governo Orbán I in qualità di ministro della gioventù e dello sport.
In occasione delle elezioni europee del 2009 fu eletto al Parlamento europeo, ove fu confermato alle elezioni del 2014 e a quelle del 2019.